# Roberto Orlando
Roberto Orlando (Battipaglia, 5 agosto 1995) è un giavellottista italiano.

## Biografia
Ha iniziato a praticare l'atletica leggera dopo i buoni risultati ai campionati studenteschi alle scuole medie. Da allora il suo tecnico presso l'impianto di Battipaglia, sua città natale, è Elio Cannalonga. Il primo risultato di rilievo a livello nazionale risale al 2012, quando ha vestito la maglia di campione italiano per la categoria allievi nel lancio del giavellotto, il quale è stato poi seguito da altri titoli under 23. 
Nel 2021 è diventato per la prima volta campione nazionale assoluto ai campionati italiani invernali di lanci, risultato che gli ha consentito di debuttare nella nazionale assoluta lo stesso anno ai campionati europei a squadre. Il 26 giugno 2021 si è diplomato campione italiano assoluto del lancio del giavellotto con la misura di 80,35 m, misura che gli ha permesso di entrare nella lista delle dieci migliori prestazioni italiane nel lancio del giavellotto di sempre.

## Progressione

### Lancio del giavellotto
| Stagione | Misura  | Luogo     | Data      | Rank. Mond. |
| -------- | ------- | --------- | --------- | ----------- |
| 2023     | 76,53 m | Molfetta  | 30-7-2023 |             |
| 2022     | 78,19 m | Leiria    | 13-3-2022 | 14º         |
| 2021     | 80,35 m | Rovereto  | 26-6-2021 | 48º         |
| 2020     | 75,46 m | Rovereto  | 8-9-2020  | 103º        |
| 2019     | 76,35 m | Savona    | 29-5-2019 | 136º        |
| 2018     | 70,05 m | Pescara   | 7-9-2018  | 366º        |
| 2017     | 72,21 m | Pontedera | 20-5-2017 | 267º        |
| 2016     | 70,40 m | Napoli    | 21-5-2016 | 374º        |
| 2015     | 66,96 m | Lione     | 28-2-2015 | 591º        |
| 2014     | 64,00 m | Isernia   | 7-9-2014  | 851º        |
| 2013     | 61,39 m | Isernia   | 31-8-2013 | 1109º       |
| 2012     | 56,09 m | Avellino  | 13-6-2012 |             |
| 2011     | 48,47 m | Roma      | 10-9-2011 |             |

## Palmarès
| Anno | Manifestazione          | Sede      | Evento                 | Risultato | Prestazione | Note |
| ---- | ----------------------- | --------- | ---------------------- | --------- | ----------- | ---- |
| 2016 | Mediterraneo U23        | Tunisi    | Lancio del giavellotto | 5º        | 69,75 m     |      |
| 2017 | Europei U23             | Bydgoszcz | Lancio del giavellotto | 22º (q)   | 60,24 m     |      |
| 2019 | Universiadi             | Napoli    | Lancio del giavellotto | 8º        | 74,76 m     |      |
| 2022 | Giochi del Mediterraneo | Orano     | Lancio del giavellotto | 5º        | 74,27 m     |      |
| 2022 | Europei                 | Monaco    | Lancio del giavellotto | 19º (q)   | 73,59 m     |      |

## Campionati nazionali
- 3 volte campione nazionale assoluto del lancio del giavellotto (2021, 2022, 2023)
- 2 volte campione nazionale assoluto del lancio del giavellotto invernale (2021, 2022)
- 1 volta campione nazionale under 23 del lancio del giavellotto (2016)
- 1 volta campione nazionale under 23 del lancio del giavellotto invernale (2017)
- 1 volta campione nazionale allievi del lancio del giavellotto (2012)

2011
- 4º ai campionati italiani allievi, lancio del giavellotto (700 g) - 57,16 m

2012
- Oro ai campionati italiani allievi, lancio del giavellotto (700 g) - 61,61 m

2013
- 5º ai campionati italiani juniores, lancio del giavellotto - 58,35 m

2014
- Argento ai campionati italiani invernali di lanci, lancio del giavellotto under 20 - 61,66 m

2015
- 8º ai campionati italiani invernali di lanci, lancio del giavellotto - 63,60 m
- 5º ai campionati italiani assoluti, lancio del giavellotto - 65,63 m

2016
- 4º ai campionati italiani invernali di lanci, lancio del giavellotto - 64,87 m
- Oro ai campionati italiani under 23, lancio del giavellotto - 68,79 m
- 8º ai campionati italiani assoluti, lancio del giavellotto - 64,26 m

2017
- 4º ai campionati italiani invernali di lanci, lancio del giavellotto - 67,16 m
- Oro ai campionati italiani invernali di lanci, lancio del giavellotto under 23 - 67,16 m
- Argento ai campionati italiani under 23, lancio del giavellotto - 67,95 m
- 7º ai campionati italiani assoluti, lancio del giavellotto - 62,15 m

2018
- Bronzo ai campionati italiani invernali di lanci, lancio del giavellotto - 67,52 m
- 5º ai campionati italiani assoluti, lancio del giavellotto - 68,15 m

2019
- 5º ai campionati italiani invernali di lanci U23/U20, lancio del giavellotto - 68,68 m
- Argento ai campionati italiani assoluti, lancio del giavellotto - 74,78 m

2020
- 6º ai campionati italiani assoluti, lancio del giavellotto - 68,34 m

2021
- Oro ai campionati italiani invernali di lanci, lancio del giavellotto - 73,67 m
- Oro ai campionati italiani assoluti, lancio del giavellotto - 80,35 m

2022
- Oro ai campionati italiani invernali di lanci, lancio del giavellotto - 74,82 m
- Oro ai campionati italiani assoluti, lancio del giavellotto - 75,14 m

2023
- Bronzo ai campionati italiani invernali di lanci, lancio del giavellotto - 71,31 m
- Oro ai campionati italiani assoluti, lancio del giavellotto - 76,53 m

2024
- Argento ai campionati italiani assoluti (La Spezia), lancio del giavellotto - 74,53 m

2025
- Bronzo ai campionati italiani assoluti, lancio del giavellotto - 73,62 m

## Altre competizioni internazionali
2015
- 13º nella Coppa Europa invernale di lanci ( Leiria), lancio del giavellotto U23 - 58,25 m

2016
- 15º nella Coppa Europa di lanci ( Arad), lancio del giavellotto U23 - 61,31 m

2017
- 13º nella Coppa Europa di lanci ( Las Palmas), lancio del giavellotto U23 - 62,18 m

2021
- 4º nella Super League degli Europei a squadre ( Chorzów), lancio del giavellotto - 76,51 m

2022
- Bronzo in Coppa Europa di lanci ( Leiria), lancio del giavellotto - 78,19 m

2025
- Campionati europei a squadre di atletica leggera ( Madrid)